# Days of Future Passed Live
Days of Future Passed Live è un album dal vivo e un video del gruppo musicale britannico The Moody Blues, pubblicato il 23 marzo 2018.

## Descrizione
Si tratta della registrazione di un concerto tenuto nel 2017 al Sony Centre for the Performing Arts di Toronto, Canada, pubblicato il 23 marzo 2018.

## Tracce CD
Disco 1
1. I'm Just A Singer (In A Rock And Roll Band)
2. The Voice
3. Steppin’ In A Slide Zone
4. Say It With Love
5. Nervous
6. Your Wildest Dreams
7. Isn’t Life Strange
8. I Know You’re Out There Somewhere
9. The Story In Your Eyes

Disco 2
1. The Day Begins
2. Morning Glory
3. Dawn (Prelude)
4. Dawn Is A Feeling
5. The Morning (Prelude)
6. Another Morning
7. Lunch Break (Prelude)
8. Peak Hour
9. Tuesday Afternoon (Forever Afternoon)
10. Evening (Time To Get Away)
11. The Sun Set (Prelude)
12. The Sun Set
13. Twilight (Prelude)
14. Twilight Time
15. Late Lament
16. Nights In White Satin
17. The Night (Finale)
18. Question
19. Ride My See-Saw

## Tracce Bluray/DVD
1. I'm Just A Singer (In A Rock And Roll Band)
2. The Voice
3. Steppin’ In A Slide Zone
4. Say It With Love
5. Nervous
6. Your Wildest Dreams
7. Isn’t Life Strange
8. I Know You’re Out There Somewhere
9. The Story In Your Eyes
10. The Day Begins
11. Morning Glory
12. Dawn (Prelude)
13. Dawn Is A Feeling
14. The Morning (Prelude)
15. Another Morning
16. Lunch Break (Prelude)
17. Peak Hour
18. Tuesday Afternoon (Forever Afternoon)
19. Evening (Time To Get Away)
20. The Sun Set (Prelude)
21. The Sun Set
22. Twilight (Prelude)
23. Twilight Time
24. Late Lament
25. Nights In White Satin
26. The Night (Finale)
27. Question
28. Ride My See-Saw
29. The Moody Blues Remember Days Of Future Passed

## Formazione
- Justin Hayward – chitarra, voce
- John Lodge – basso, voce
- Graeme Edge – batteria, percussioni
- Norda Mullen – flauto, chitarra, percussioni, voce
- Alan Hewitt – tastiera, voce
- Julie Ragins – tastiera, chitarra, percussioni, sassofono, voce
- Billy Ashbaugh – batteria, percussioni
- Jeremy Irons – narratore
- Elliot Davis – direzione/arrangiamenti orchestrali